# 大嶺駅
大嶺駅（おおみねえき）は、かつて山口県美祢市大嶺町奥分に存在した西日本旅客鉄道（JR西日本）美祢線大嶺支線の駅（廃駅）である。山陽鉄道の厚狭 - 大嶺間が開通した1905年（明治38年）9月13日に開設されたが、沿線の過疎化や大嶺炭田の炭鉱の閉山などで需要が減り、JR美祢線大嶺支線（南大嶺 - 大嶺間、2.8 km）の廃止に伴い1997年（平成9年）4月1日に廃駅になった。

## 歴史
大嶺炭鉱の最寄り駅として繁栄した。1953年（昭和28年）には駅の貨物収入が全国で25位となる黄金期を迎えたが、1970年（昭和45年）に炭鉱が閉鎖されると一転して貨物も旅客も激減。C58形蒸気機関車が1両の客車を引いて南大嶺駅との間を往復する閑散路線となった。1971年（昭和46年）10月からは、一般貨物の取り扱いが外部委託となっていた。

### 年表
- 1905年（明治38年）9月13日：山陽鉄道の駅として開業。旅客・貨物の取扱を開始[1]。
- 1906年（明治39年）12月1日：山陽鉄道の国有化により官設鉄道の駅となる[1]。
- 1909年（明治42年）10月12日：大嶺線所属駅となる[1]。
- 1924年（大正13年）3月23日：美禰線所属駅となる[1]。
- 1963年（昭和38年）10月1日：美祢線所属駅となる[2]。
- 1984年（昭和59年）
  - 1月1日：貨物取扱を廃止[4]。
  - 2月1日：荷物扱い廃止[4]。
- 1985年（昭和60年）2月1日：無人駅となる[5]。
- 1987年（昭和62年）4月1日：国鉄分割民営化によりJR西日本の駅となる[2]。
- 1997年（平成9年）4月1日：廃止[2]。

### 駅名の由来
- 駅のある地域の村の名前（美祢郡大嶺村）から。

## 駅構造

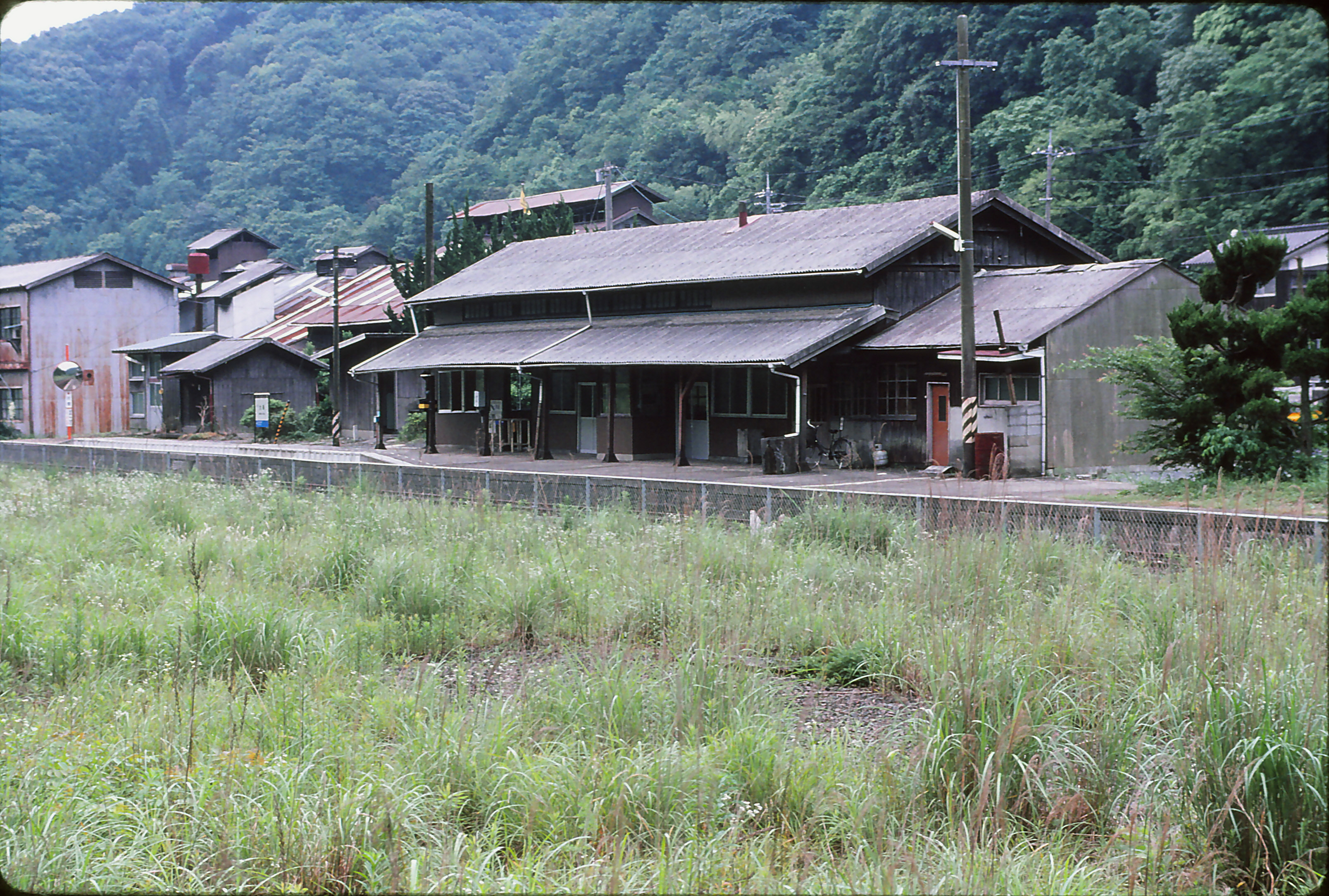
駅舎を反対側から（1991年）

単式ホーム1面1線を有した駅で、ホームの西側に駅舎を併設していたが1985年（昭和60年）2月1日以降は無人駅となった。かつては多くの側線があったが、炭鉱の閉山後は次々と撤去され、廃止前には1線のみとなった。
付記事項
- プラットホームの礎石に「12M15CH」（「12マイル15チェーン」と読む。メートルに換算すると19,613.88 m）の文字が刻まれていた。この距離は厚狭 - 大嶺間の距離（廃止当時の営業キロは19.7 km）とほぼ等しく、山陽鉄道の路線として開業した際に記念に刻まれたことやイギリスの技術を用いて日本の鉄道が建設されたことを示している。この礎石の示す地点は、廃止当時の停車場中心とも一致していた。
- なお、隣接する南大嶺駅にも同じく礎石が残っていたが、大嶺支線廃止に伴うホームの拡張と埋め立てによって現在は見ることができない。また、南大嶺駅の礎石の地点は、現在の停車場中心と若干離れていた。

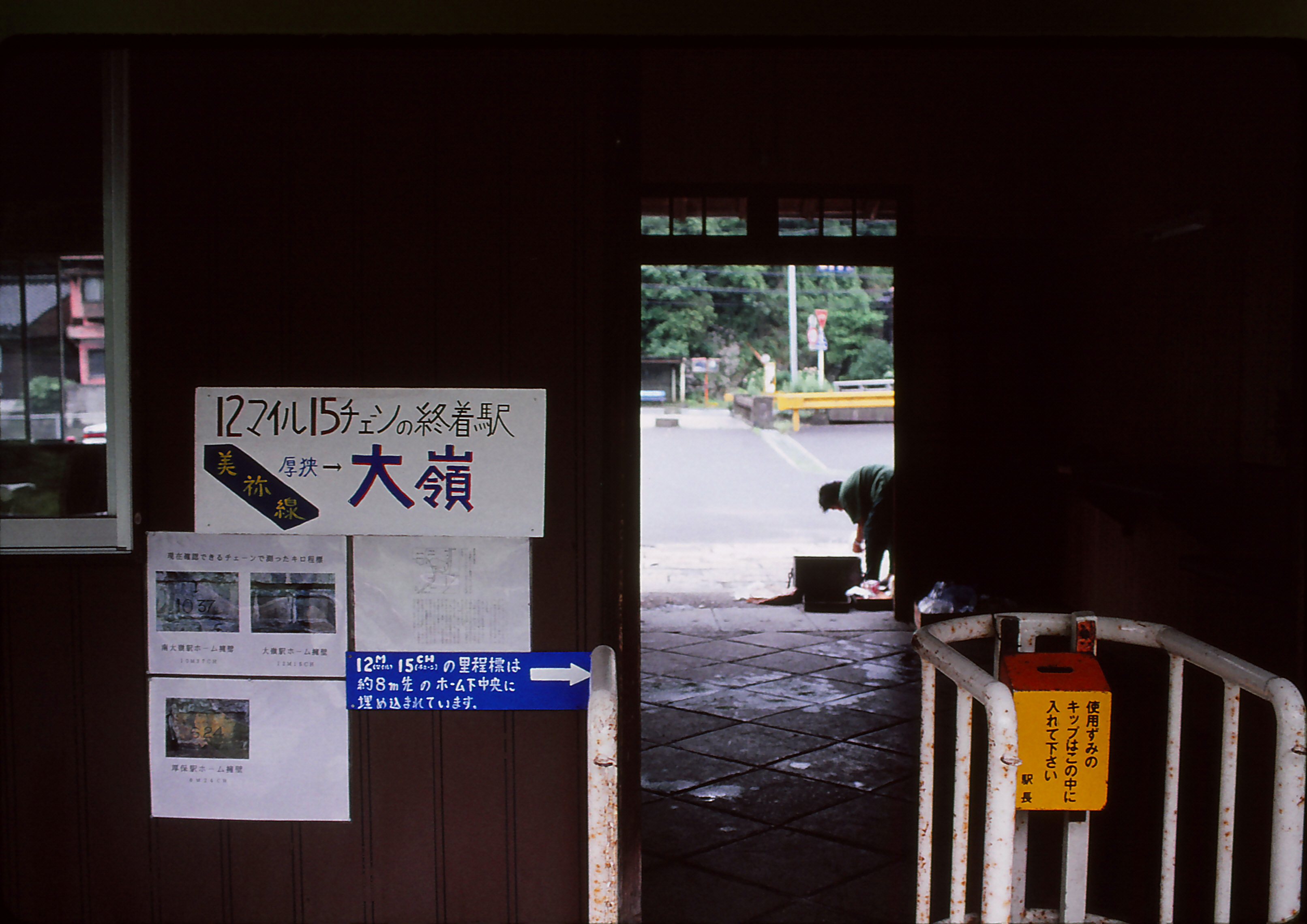
改札口（1991年）
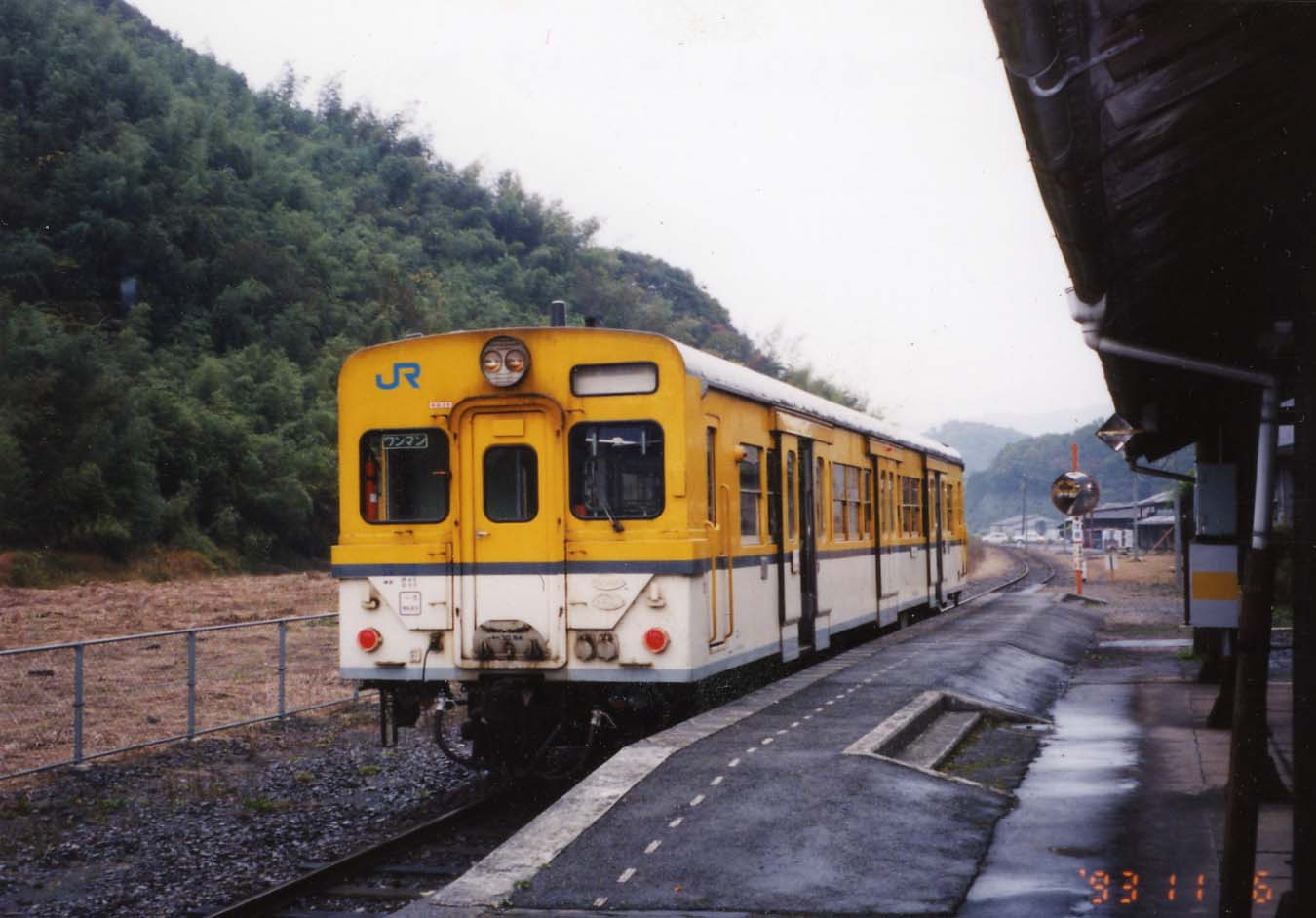
構内（1993年11月）
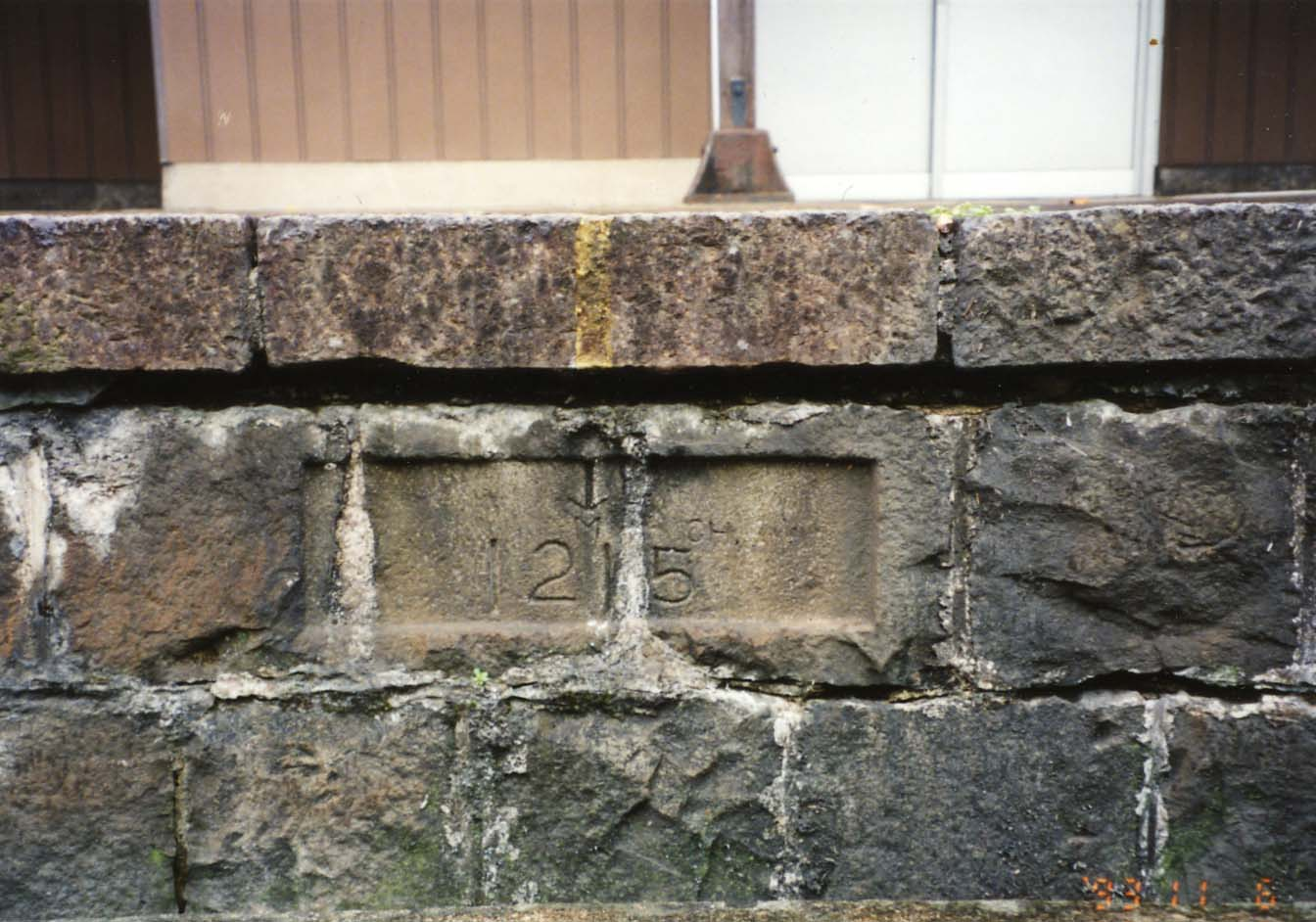
大嶺駅ホームのマイルストーン。中央に「12」「15」の数字が見える。（1993年11月）
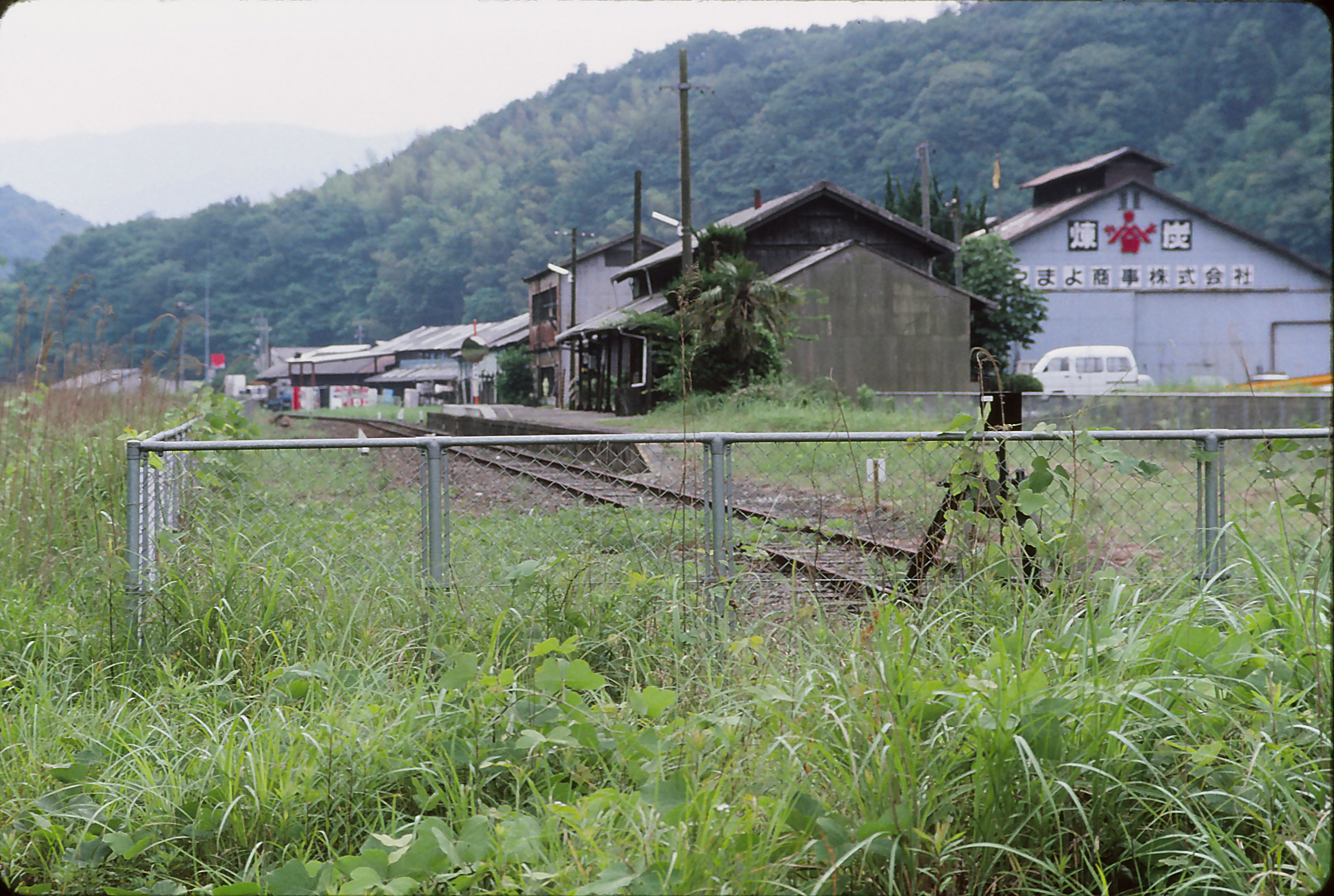
線路終端と駅舎（1991年）

## 利用状況
| 年度 | 乗車人員 | 貨物発送トン |
| ---- | -------- | ------------ |
| 1907 | 20,696   | 69,673       |
| 1912 | 19,131   | 57,030       |
| 1916 | 19,474   | 73,600       |
| 1921 | 33,957   | 92,793       |
| 1926 | 62,713   | 194,308      |
| 1931 | 68,299   | 208,898      |
| 1936 | 74,509   | 260,877      |
| 1941 | 158,840  | 445,028      |
| 1945 | 144,518  | 144,766      |
| 1950 | 228,289  | 320,100      |
| 1955 | 246,326  | 583,248      |
| 1960 | 190,674  | 837,420      |
| 1965 | 198,406  | 892,820      |
| 1970 | 96,491   | 338,814      |
| 1992 | 5,600    | -            |

- 『みねぶんか』第6号、美祢市郷土文化研究会、1975年、9頁、山口県統計年鑑1994年

## 駅周辺
- 駅の前を厚狭川支流の麦川川が流れており、駅があった当時は橋を渡った先に山口県道38号美祢油谷線（旧道）が通っていた。
- 駅と山口県道38号美祢油谷線（旧道）の間は山口県道236号大嶺停車場線が結んでいたが、廃止のちょうど2年前の1995年3月31日山口県告示第262号で廃止され、美祢市道に降格した。大嶺停車場線の廃止・降格と時を同じくして他の駅に至る県道も廃止されたことから（大嶺停車場線を含め19路線）、大嶺支線の廃止に伴うものではなく、県による県道路線の合理化が要因とされている。

## 駅跡
- 駅跡地と周辺の線路跡は山口県道38号美祢油谷線のバイパスに転用されている。大嶺郵便局付近には「大嶺駅跡」という石碑が建立されている。
- 大嶺支線の廃止後は、船鉄バスの路線に代替され、その後美祢市コミュニティバス「あんもないと号」（船鉄バス受託）へ移行した。駅廃止後も「あんもないと号」およびブルーライン交通のバス停留所の名称は「大嶺駅」のままであったが、2018年（平成30年）4月1日に「大嶺」と改称された。

## 隣の駅
西日本旅客鉄道（JR西日本）
美祢線大嶺支線
南大嶺駅 - 大嶺駅